# قضاعة إفريقية عديمة المخالب
القضاعة الأفريقية عديمة المخالب (الاسم العلمي: Aonyx capensis)، نوع من القضاعة وفصيلة ابن عرس. هي ثاني أكبر أنواع قضاعات المياه العذبة. توجد بالقرب من المسطحات المائية الدائمة في مناطق السافانا والغابات المنخفضة. في معظم مناطق أفريقيا جنوب الصحراء باستثناء حوض نهر الكونغو والمناطق القاحلة.